# Hiccoda
Hiccoda là một chi bướm đêm thuộc họ Erebidae.